# Благоварська сільська рада
Благова́рська сільська рада (рос. Благоварский сельский совет) — муніципальне утворення у складі Благоварського району Башкортостану, Росія. Адміністративний центр — село Благовар.

## Населення
Населення — 2385 осіб (2019, 2565 у 2010, 2408 у 2002).

## Склад
До складу поселення входять такі населені пункти:
| Населений пункт            | Населення, осіб (2002) | Населення, осіб (2010) |
| -------------------------- | ---------------------- | ---------------------- |
| Благовар, село             | 1923                   | 2061                   |
| Голишево, село             | 0                      | 0                      |
| Ільїнка, присілок          | 0                      | 0                      |
| Кирилло-Кармасан, присілок | 3                      | 2                      |
| Новоалександровка, село    | 206                    | 217                    |
| Самаріно, село             | 276                    | 285                    |